# エイヴォン川 (ウォリックシャー)
エイヴォン川 （エイヴォンがわ、英語: River Avon）は、イギリスのイングランド中部の川で、レスターシャー、ノーサンプトンシャー、ウォリックシャー、ウスターシャー、グロスターシャーを東から西へ流れ、セヴァーン川の支流である。途中、ラグビー、ウォリック、シェイクスピアが生まれたストラットフォード・アポン・エイヴォンなどを通過する。
エイヴォン川は他にもあるので、この川は通常ウォリックシャー・エイヴォンまたはシェイクスピア・エイヴォンと呼ばれている。エイヴォン（Avon）という言葉はウェールズ語で「川」を意味する「アヴォン」（afon）からきていて、もとは共通ブリソン諸語のabonaであり、エイヴォン川とは「川川」という意味になる。